# Bright White
Bright White es el séptimo álbum de estudio del músico estadounidense Shawn Phillips. Fue publicado en noviembre de 1973 a través de A&M Records.

## Recepción de la crítica
Un escritor no especificado de la revista Billboard declaró: “Más sonidos comerciales del cantante/compositor/guitarrista que en sets anteriores, especialmente en temas alegres como «Salty Tears»”. Un escritor no especificado de la revista Cash Box declaró: “El compositor/músico/cantante Shawn tiene un nuevo y hermoso LP en A&M que refleja un delicado equilibrio entre melodías de rock cocinadas y baladas dulces y conmovedoras. «Bright White«, el sencillo, vibrante y dinámico, está muy bien orquestado y arreglado y presenta admirablemente el talento vocal singularmente único del artista. Jonathan Weston y Robert Appere produjeron el LP, que tiene un sonido exuberante y completo que es exactamente lo que se requiere para darle el enfoque adecuado a esta colección en particular. [...] Una mezcla perfecta”. Un escritor no especificado de la revista Record World declaró: “La magnífica voz y el buen trabajo de guitarra de Shawn nunca se han presentado en un entorno tan accesible y bellamente melódico como en su nuevo álbum”.
En una reseña en retrospectiva para AllMusic, Bruce Eder comentó: “Al poseer más vitalidad rítmica que sus predecesores, así como una sensación más suave, casi jazzística, Bright White puede ser el álbum más convencionalmente accesible de Phillips”.

## Lista de canciones
Todas las canciones escritas y compuestas por Shawn Phillips.
Lado uno
1. «Bright White» – 2:50
2. «Salty Tears» – 3:04
3. «All the Kings and Castles» – 4:33
4. «Victoria Emmanuele» – 4:28
5. «Planned “O”» – 6:36

Lado dos
1. «Lasting Peace of Mind» – 6:20
2. «Technotronic Lad» – 3:31
3. «Dream Queen» – 4:27
4. «It's a Beautiful Morning» – 3:16
5. «Lady of the Blue Rose» – 6:00

## Créditos y personal
Créditos adaptados desde las notas de álbum de Bright White.
Músicos
- Shawn Phillips – guitarra acústica y eléctrica, sintetizador, voces
- Peter Robinson – teclados
- Barrington York Desouza – batería
- Tony Walmsley – guitarra eléctrica
- Chuck Rainey – bajo eléctrico

Músicos adicionales
- Russell Kunkel – batería (1)
- Craig Doerge – clavinet (1)
- Lee Sklar – bajo eléctrico (1)
- Danny Kortchmar – guitarra (1)
- William Smith – órgano (1)
- Chuck Findley – instrumento de viento metal (1)

Personal técnico
- Johnathon Weston – productor
- Robert Apperé – productor, ingeniero de audio
- John Millerburg – diseño de portada
- John Cabalka – lettering
- Suzanne Ayres – fotografía

## Posicionamiento
| Gráfica (1974)                            | Pico de posición |
| ----------------------------------------- | ---------------- |
| Canadá (RPM Top Albums)                   | 50               |
| Estados Unidos (Billboard Top LPs & Tape) | 72               |